# Olm (Luksemburg)
Olm (lb. Ollem) – wieś w południowo-zachodnim Luksemburgu, w gminie Kehlen, w kantonie Capellen. Do 3 października 2015 leżała w dystrykcie Luksemburg. Wieś zamieszkuje 1395 osób.